# 长毛茶藨子
长毛茶藨子（学名：Ribes burejense var. villosum）为虎耳草科茶藨子属下的一个变种。

## 扩展阅读
- 維基物種上的相關：长毛茶藨子